# Nord 1700 Norélic
Le Nord 1700 Norélic est un hélicoptère français doté de plusieurs fonctions de contrôle novatrices, dont seul un prototype a été construit, bien qu'une production en série ait été planifiée.

## Conception
Le Nord 1700 Norélic (de NORd-Aviation et hÉLICoptère) était un prototype d'hélicoptère biplace à rotor principal unique, doté d'un système anticouple inhabituel, sans commande manuelle de pas cyclique. Les deux membres d'équipage étaient assis côte à côte dans un cockpit avec devant eux une grande verrière transparente à simple courbure, mais les côtés du cockpit étaient ouverts. Immédiatement derrière eux se trouvait le moteur radial Mathis G.7R à sept cylindres, de 160 ch (119 kW), avec son vilebrequin à la verticale. Le Norélic fut le premier hélicoptère français ayant son moteur disposé ainsi. L'arbre de transmission passait à travers le fuselage jusqu'au moyeu du rotor, légèrement décalé vers l’avant, sur un support à deux pylônes côte à côte. Le rotor articulé était bipale, avec des articulations battantes non amorties. Les pales avaient la même corde d’un bout à l’autre et étaient construites autour d’un seul longeron très solide, avec des nervures et un revêtement métallique. Le pas des pales était automatiquement contrôlé par de petites aubes montées sur des tiges perpendiculaires au rotor. Bien que rappelant les commandes du Hiller 360, celles du Norélic étaient destinées à contrôler à la fois le pas cyclique et l’amplitude du battements du rotor principal. Ainsi, la commande de pas cyclique était absente du poste de pilotage, et le roulis était produit par un mouvement latéral du moyeu via ses support parallèles, qui séparaient le centre de gravité et celui de la portance. Les effets dus aux variations de la position du centre de gravité pourraient être atténués par des mouvements longitudinaux du moyeu. Les aubes servaient également de régulateurs de vitesse de rotor. Retenues par des ressorts, elles pouvaient glisser vers l'extérieur lorsque la vitesse du rotor commençait à augmenter, augmentant ainsi le pas et la traînée associée pour diminuer la vitesse. Le pas collectif était donc principalement déterminé par le réglage du rotor, bien qu’il y ait un levier de priorité du pas collectif.
En arrière du moteur, le fuselage était conique, se rétrécissant vers la queue. Au lieu du classique rotor anticouple de queue monté latéralement, le Nord 1700 utilisait un système breveté par son concepteur André Bruel, dans lequel une hélice propulsive entraînée par un arbre dans l'axe du fuselage tournait dans une soufflante circulaire, forçant l'air à travers quatre surfaces verticales rotatives montées sur le bord de fuite de l'anneau. L'air dévié par les pales équilibrait automatiquement le couple du rotor, en utilisant les informations d'un capteur de couple hydraulique et de contrôle en lacet. Le carénage avait pour but de protéger l'hélice du souffle du rotor en aval, de protéger l'hélice des objets au sol, et de protéger le personnel au sol de l'hélice. En outre, l'hélice fournissait une poussée pour la propulsion en vol horizontal. Le train d'atterrissage avait deux roues principales sur des jambes en porte-à-faux et une roulette arrière montée sur le carénage de l’hélice.

## Engagements
Le Norélic a effectué son premier vol le 17 novembre 1947. L'hélicoptère a continué à être testé jusqu'en 1949 et son système de contrôle a bien fonctionné, même s'il a été endommagé dans deux accidents. Après cela son développement a pris fin. Les machines de série envisagées, avec un vitrage du cockpit plus élaboré et incorporant les enseignements tirés du prototype n'ont jamais été construites. Au lieu de cela, André Bruel conçut une machine monoplace plus petite, plus légère et moins puissante : le Nord 1710. Elle partageait avec le Nord 1700 un système de contrôle similaire, mais avec des surfaces horizontales ajoutées pour contrôler le pas. Cet appareil a volé en juillet 1950, mais a été abandonné un an plus tard, après deux accidents.